# 순흥의 연리지송
순흥의 연리지송(順興의 連理枝松)은 대한민국 경상북도 영주시 순흥면 읍내리, 순흥면사무소에 있는 조선시대의 소나무이다. 2007년 1월 8일 경상북도의 기념물 제159호로 지정되었다.

## 문화재 지정사유
이 연리지송(連理枝松)은 순흥면사무소 경내에 자라고 있으며, 순흥면에서 길수(吉樹)와 비파송(琵琶松)으로 보호하고 있다. 연리지(連理枝)는 보통 동종간, 이종간에 가지 또는 뿌리가 서로 융합되어 있는 경우가 가끔 있으나, 순흥의 연리지송은 쌍간(双幹)을 이루고 있는 두 수간(樹幹)이 용(龍)처럼 굽이치면서 연리되어 있는 것이 특이하다. 장차 명목(名木)의 연리송으로 가꾸어 가도록 기념물로 지정한다.

## 참고 자료
- 순흥의 연리지송 - 국가유산청 국가유산포털